# Helgö
Helgö – miejscowość (tätort) w Szwecji, w regionie administracyjnym (län) Sztokholm, w gminie Ekerö.
Według danych Szwedzkiego Urzędu Statystycznego liczba ludności wyniosła: 296 (31 grudnia 2018) i 293 (31 grudnia 2019).